# エミリオ・エチェバリア
エミリオ・エチェバリア（Emilio Echevarría、1944年7月3日 - 2025年1月4日）は、メキシコ出身の俳優である。
2025年1月4日に死去。80歳没。

## 出演作品

### 映画
- アラモ（サンタアナ将軍）
- 007/ダイ・アナザー・デイ（ラウル）
- アモーレス・ペロス（エル・チーボ）